# アメリカ合衆国憲法修正第25条
アメリカ合衆国憲法修正第25条（アメリカがっしゅうこくけんぽうしゅうせいだい25じょう、英語: Twenty-fifth Amendment to the United States Constitution、あるいは Amendment XXV）は、アメリカ合衆国憲法第2条第1節第6項の曖昧な語句を部分的に置き換え、アメリカ合衆国大統領の承継を取り扱い、副大統領が欠員の場合にそれを埋める方法と、大統領がその職務上の権限と義務を遂行することができない場合の対処法を規定している。

## 提案者と批准
修正25条は1965年1月6日に（上院版はバーチ・バイ（英: Birch Bayh）上院議員によって起草された）また1965年7月6日に（下院版がエマニュエル・セラー（英: Emanuel Celler）下院議員によって提案された）アメリカ合衆国議会に提案された。
2月19日、上院は修正案を72対0という投票結果で可決した。下院は修正案の異なる版を4月13日に368対29という票決で可決した。両院協議会が2つの案の違いを埋めた後に、7月6日に最終案が議会の両院で可決され、批准のために各州へ提出された。
その提出から6日後にウィスコンシン州とネブラスカ州が修正条項を批准した最初の州になった。1967年2月10日、ミネソタ州とネバダ州が批准を完了した37番目と38番目の州になった。1967年2月23日、ホワイトハウスのイーストルームで儀式が行われ、総務局長官ローソン・ノットが修正条項は憲法の一部となったことを証明した。

## 第1節：大統領の空席
憲法第2条第1節第6項では、もし大統領が空席となった場合、あるいは大統領がその職務上の権限と義務を行うことができない場合、「その職務権限は副大統領に帰属する」としている。
この言葉は曖昧である。空席の場合にその「職務」が副大統領に帰属する（すなわち大統領になる）か、「その職務上の権限と義務」が副大統領に帰属する（すなわち副大統領は単に大統領として「代行する」）かである。この問題は1841年にウィリアム・ハリソンが死亡した後でジョン・タイラーが職務を継いだときに答えが出ていたが、疑念は残っていた。修正条項の第1節はこれを明確にした。すなわち、副大統領は、大統領が空席の場合に大統領になるとしている。

## 第2節：副大統領の空席
憲法は、修正第25条が批准されるまで副大統領が空席の場合の規定をしていなかった。副大統領職は数回、死亡、辞任または大統領職の継承のために空席となってきた。これらの空席はしばしば長く続くことがあった。副大統領職の空席があるときはいつでも、大統領が後継者を指名し、議会両院の多数決で確認されれば副大統領になれることとした。

## 第3、4節：大統領の職務不能
修正第25条はどのようにして大統領の職務不能を判断するかを規定している。エイブラハム・リンカーンは撃たれてから死ぬまで数時間意識が無かった。ジェームス・ガーフィールドは暗殺者の弾丸によって死ぬまでに80日間職務の遂行ができなかった。ウッドロウ・ウィルソンは卒中で倒れた後の任期残り18ヶ月間、身体機能に障害を残した。ドワイト・D・アイゼンハワーは1955年に心臓麻痺を起こし、1957年には卒中を起こした。しかしどちらの場合もアイゼンハワーは速やかにその職務に復帰することができた。ロナルド・レーガンは1981年に暗殺未遂事件が起こったあと、銃創の治療のために入院した（下記参照）。

### 第3節：自発的引退
第3節では、上院の臨時議長および下院議長に対し、大統領がその職務上の権限と義務を遂行することができないという文書による申し立てを送付することができるとしている。その後上記役職者に対し、大統領が権限と義務の遂行を再開できるという別の文書による申し立てを送付するまで、副大統領が大統領代行を務める。

### 第4節：自発的ではない引退
第4節はこれまで一度も発動されたことのない唯一の規定である。ここでは副大統領が「行政各部の長官ないし他の連邦議会が法律で定める機関の長の過半数」（すなわち閣僚の過半数）と共に、大統領の執行不能を宣言できるとしている。第3節と同様に、副大統領は大統領代行を務めることになる。最も起こりそうなシナリオ、かつ第4節の主要な目的は、大統領がその権限と義務の遂行を行えないことと、そのことについて文書による申し立てを行えないことの両方になる無能力状態である。しかし、大統領が能力があり意識がある場合でも、国の安全を脅かす狂気であるとか感情的不安定というような、長官の過半数が医学的無能以外の根拠を見出せば、そのような宣言を作成することは可能である。大統領は上院の臨時議長および下院議長に対し、文書による申し立てを行えば、その任務の遂行を再開できる。
もし副大統領と閣僚が依然として大統領の状態に満足できないならば、大統領の声明から4日以内に大統領がその職務上の権限と義務の遂行ができないという文書による申し立てを再度行うことができる。連邦議会はそれから48時間以内に議会を招集し、21日以内にそれに対する結論を出す。大統領が不適ということを確認するためには両院で3分の2以上の賛成を必要とされる。この修正条項では、この議会による決定に基づき、副大統領が大統領の職務遂行を「継続し」、下院がこの問題を大統領の肩を持つか、あるいは21日の有効期限内に決定が行われるのでなければ、副大統領は大統領代行に留まることを示唆している。議会が、大統領が職務に留まることの無能性所見を支持するならば、大統領のあらゆる権限と義務を剥奪し、副大統領は大統領代行に留まることになる。しかし、大統領は再度、上院の臨時議長および下院議長に対し、快復について文書による申立を提出できる。この声明は前述と同じ方法で、大統領代行と閣僚によって反応を起こすことが可能である。このときは再度21日間議会が始められる。
修正条項は副大統領が決定に関わらねばならないとしているが、大統領の無能力性決定のために、修正条項はさらに閣僚以外に議会が選んだ機関の長の関わりを認めている。「他の機関」とはこの節の目的のためには閣僚に置き換えられる。

## 修正条項の適用事例
修正第25条はその批准以降7回発動されてきた。

### ジェラルド・フォード副大統領の指名（1973年）
スピロ・アグニューの辞任から2日後の1973年10月12日、リチャード・ニクソン大統領は、長らくミシガン州選出の合衆国下院議員を務めていたジェラルド・フォードをアグニューを継ぐ者として副大統領に指名した。
合衆国上院は11月27日に92対3でフォードの指名を確認し、12月6日には、下院が387対35で承認した。フォードはその日遅くアメリカ合衆国議会議事堂で就任宣誓した。

### ジェラルド・フォード大統領の承継（1974年）

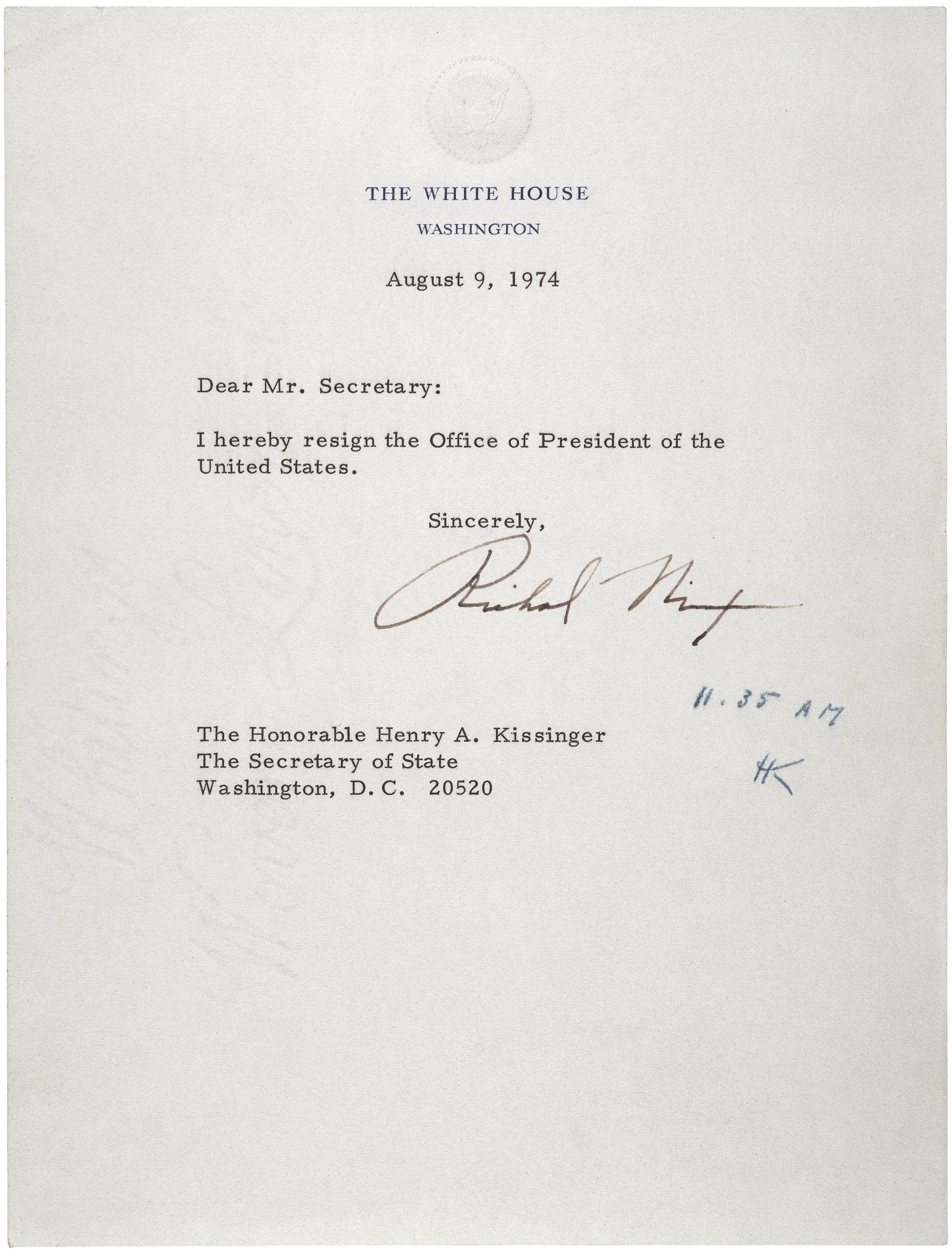
ニクソンの辞表（1974年8月9日付）

リチャード・ニクソン大統領は1974年8月9日に辞任した。タイラーの前例を正式のものとした修正第25条第1節に従い、ジェラルド・フォード副大統領が大統領職を継いだ。

### ネルソン・ロックフェラー副大統領の指名（1974年）
ジェラルド・フォードが大統領になることによって、副大統領が空席になった。フォード大統領はメルビン・レアードやジョージ・H・W・ブッシュを検討した後で、1974年8月20日、元ニューヨーク州知事のネルソン・ロックフェラーを副大統領を継ぐように指名した。
ロックフェラーについては、長く議論の多い調査が行われ、特にその家業が利害の対立を生まないと確かめられたあとで、1974年12月10日、上院で90対7で承認され、12月19日、下院でも287対128で確認されて就任宣誓した。

### ジョージ・H・W・ブッシュ大統領代行（1985年）
1985年7月12日、ロナルド・レーガン大統領は大腸内視鏡検査を受け、その時に絨毛腺腫と呼ばれる前癌性病巣が発見された。医者（エドワード・カトー博士）による、即座にあるいは2,3週間以内に手術を受けられるという告知に対応して、レーガンはそれを直ぐに除去することを選んだ。
レーガンはその午後、大統領法律顧問フレッド・フィールディングに電話で相談し、修正条項を発動すべきか、もし発動するとすれば、そのような権限委譲は望ましくない前例とならないかを議論した。フィールディングと大統領首席補佐官のドナルド・リーガンは2人共にレーガンに権限委譲を推奨し、そうするための2通の文書が起草された。最初の原稿は具体的に修正第25条第3節に言及し、2通目はそうしないものだった。
7月13日午前10時32分、レーガンは2通目の文書に署名し、修正条項に要求される適切な役職者に届けられるよう命令した。その文書において、いくつかの言葉の混乱と、レーガンが修正条項の第3節に具体的に言及していなかったために、憲法学者の中にはレーガンが実際にはブッシュに権限委譲しなかったと主張する者がいる。
しかし、ハーバート・アブラムズの著作『大統領が撃たれた：混乱、能力障害および修正第25条』やレーガンの自叙伝『アメリカン・ライフ』では、レーガンがブッシュに権限委譲するつもりだったことは明らかである。フィールディング自身も、「私自身、レーガンが修正条項を発動する意図だったことを知っており、レーガンはそのスタッフの全員に意図を伝え、それが副大統領や上院議長にも伝えられた。レーガンはその後継者を束縛する前例をつくろうとは思っていなかったことも確かである。」と付け加えた。

### ディック・チェイニー大統領代行（2002年）
2002年6月29日の朝、ジョージ・W・ブッシュ大統領は大腸内視鏡検査を受けて、修正条項の発動を選択し、一時的にディック・チェイニー副大統領に権限を委譲した。
2002年の手続きは東部標準時間の午前7時9分に始まり、同7時29分に終わった。ブッシュは20分後に目覚めたが、大統領医リチャード・タブが全面的な検査を遂行した後の午前9時24分まで大統領職を再開しなかった。タブは鎮痛剤の後遺症が無くなったことを確認するまで時間的な猶予を推薦したと語った。
レーガンの1985年の文書とは異なり、ブッシュの2002年の文書はその権限委譲文書で具体的に修正第25条第3節に触れていた。

### ディック・チェイニー大統領代行（2007年）
2007年7月21日の朝、ジョージ・W・ブッシュ大統領は大腸内視鏡検査を受けて、修正25条の発動を選択し、一時的にディック・チェイニー副大統領に権限を委譲した。ブッシュ大統領は東部標準時間の午前7時16分に修正第25条第3節を発動した。東部標準時間の午前9時21分に第3節に従いその権限回復を宣言した。2002年の場合と同様、ブッシュ大統領は副大統領に権限を委譲する時と、それらの権限を回復する時に、具体的に修正第25条第3節に触れていた。

### カマラ・ハリス大統領代行（2021年）
2021年11月19日、ジョー・バイデン大統領は大腸内視鏡検査を受けて、修正25条の発動を選択し、午前10時10分から午前11時35分まで一時的にカマラ・ハリス副大統領に権限を委譲した。これによりハリスは一時的とはいえ初のアメリカ合衆国大統領の権限を担った女性となった。

## 修正条項の適用が検討された時
修正第25条第4節を発動する可能性が検討された機会として4件が世間に知られている。

### 1981年：レーガン大統領暗殺未遂事件
1981年3月30日のレーガン大統領暗殺未遂事件に続いて、多くの閣僚が修正条項の第4節に従い、ジョージ・H・W・ブッシュが大統領代行を引き受けるよう示唆した。しかし、自分自身が現実にクーデターを指導したと見られることを望まなかったこともあって、ブッシュはその考えに反対した。
1995年、上院で最初にこの修正条項を提案したバーチ・バイ（英: Birch Bayh）は第4節が発動されるべきだったと語った。

### 1987年：レーガン大統領の職務遂行不能事態発生への対応
ハワード・ベイカーは1987年に大統領首席補佐官を引き受けるとき、前任のスタッフから、レーガンが怠惰で不適当と認識された場合に、修正第25条の発動可能性に備えるべきと忠告された。
レーガンの治世を回想するPBSのプログラム『アメリカの経験』によれば、「ベイカーの引継ぎチームがドナルド・リーガンのスタッフからその週末に伝えられたことは彼等に衝撃を与えた。レーガンは「怠慢で不適切」であり「怠惰」である。ベイカーは修正第25条を発動してその義務から解放することに備えるべきだ。」レーガンの自叙伝作者エドマンド・モリス（英: Edmund Morris）はこのプログラムで放送されたインタビューの中で、次のように述べた。「ベイカーの引継ぎチームは全員が、大統領との最初の公式会合を月曜日に開催することを決め、閣僚室のテーブルの周りに集まって、レーガンがその精神的な理解力を実際に失っていないかを判断するために、実に近く彼の挙動を観察した。」
モリスはさらに説明を続けた。
「レーガンはもちろん、彼等が必死の思いで見つめ始めていることなど全く気付かず、これら全ての新しい人々の集まりに刺激を受けて、素晴らしい振る舞いをした。会合の終わりに、スタッフ達はレーガンが完全に自制心を失っていないでいることを認めるために、比喩的にその両手を上げた。」

### 2017年：FBI長官解任後のトランプ大統領への懸念
ドナルド・トランプ大統領が、2017年にFBIのジェームズ・コミー長官を解任した後、アンドリュー・G・マッケイブFBI長官代行は、ロッド・ローゼンスタイン（英: Rod Rosenstein）副司法長官が、第4節を援用する可能性についてマイク・ペンス副大統領と内閣にアプローチすることについて司法省内で高官レベルの協議を行ったと主張した。マイルズ・テイラー（英: Miles Taylor）は、匿名で「私はトランプ政権内部の抵抗の一部」と警告を書いているが、彼と他の補佐官も、憲法修正第25条を援用するためにペンスにアプローチすることを検討していると書いている。 その後、報道官は、ローゼンスタインは、憲法修正第25条の追求を否定し、ペンスは第4節の適用を検討することを強く否定したと述べた。 2019年3月15日、リンゼー・グラム上院議員は、上院司法委員会（英: Senate Judiciary Committee）がこの議論を調査し、関連文書を求めると発表した.。

### 2021年：連邦議会襲撃事件とトランプ大統領解任要求
2021年1月6日に連邦議会議事堂の襲撃と占拠事件後、ドナルド・トランプの大統領辞任を求める声が上がった。賛成派には、テッド・リュウ（英: Ted Lieu）下院議員とチャーリー・クリスト下院議員、ウィリアム・コーエン元国防長官、全米製造業者協会（英: National Association of Manufacturers）（マイク・ペンス副大統領に対し、修正条項の援用を「真剣に考える」よう求めている）などがいた。夕方までには、トランプ政権の閣僚の中にも憲法修正第25条の適用を検討している者がいたという。ニューヨークの記事の中で、法律学教授のポール・カンポス（英: Paul Campos）は、トランプを「直ちに」と「国のために」追放するために第4節を使うことを支持した。1月12日に下院が憲法修正第25条を発動してトランプ解任に動くよう促す決議案を賛成223、反対205で可決した。民主党の222名全員が賛成し、共和党は1名が賛成、5名が棄権したが、他205名は反対した。ペンスは採決前に修正第25条を懲罰的な意味合いで行使することは不適切と反対し、トランプの解任に応じないとナンシー・ペロシ下院議長あて書簡で表明していた。

## 修正第25条以前の提案
修正第25条として最終的に批准される法案である上院合同決議案第1号の初稿の前に、大統領の承継について憲法修正案を通そうという試みが2度行われていた。すなわち、上院合同決議案第35号と上院合同決議案第139号である。

### 上院合同決議案第35号（1963年）
上院合同決議案第35号はニューヨーク州選出の上院議員ケネス・キーティングによって提案され、アメリカ弁護士協会の推薦を受けた。テネシー州選出の上院議員エステス・キーフォーヴァー（司法委員会の憲法修正小委員会委員長）は、能力障害の問題について以前からの提唱者であり、1963年8月10日に心臓麻痺のために死ぬまでその先鋒を務めていた。
修正案は次のようなものだった。

### 上院合同決議案第139号（1963年）
上院合同決議案第139号はインディアナ州選出の上院議員バーチ・バイ（憲法修正小委員会でキーフォーヴァーの後任委員長）およびミズーリ州のロングによって提案された。
上院合同決議案第35号が大統領の継承と職務遂行不能について言葉があまりにも曖昧に見えたのに対し、この法案は基本的に1947年の大統領継承法を真似たので、あまりに締め付けているようにも思われた。修正案は次のようなものだった。

### 合同決議案第1号（1965年）
下院合同決議案第1号は、下院司法委員会委員長であるエマニュエル・セラー（英: Emanuel Celler）下院議員によって1965年1月4日に提案され、上院合同決議案第1号は、インディアナ州選出のバーチ・バイ上院議員によって1965年1月6日に提案された。これらの決議案は最終的に修正第25条に集約された。

#### 合同決議案第1号の原型（下院および上院の各版）
第1節と第2節は議会の修正条項可決を通じて変更されていないので、ここで再掲しない。第3、第4および第5節の原型は、以下の通りだった。

## 提案と批准
アメリカ合衆国議会は7年以内の批准完了を条件として修正条項を1965年7月6日に提案した。この修正条項は最終的にジョージア州、ノースダコタ州およびサウスカロライナ州を除く全州で批准された。次の州が批准した。
1. ネブラスカ州 (1965年7月12日)
2. ウィスコンシン州 (1965年7月13日)
3. オクラホマ州 (1965年7月16日)
4. マサチューセッツ州 (1965年8月9日)
5. ペンシルベニア州 (1965年8月18日)
6. ケンタッキー州 (1965年9月15日)
7. アリゾナ州 (1965年9月22日)
8. ミシガン州 (1965年10月5日)
9. インディアナ州 (1965年10月20日)
10. カリフォルニア州 (1965年10月21日)
11. アーカンソー州 (1965年11月4日)
12. ニュージャージー州 (1965年11月29日)
13. デラウェア州 (1965年12月7日)
14. ユタ州 (1966年1月17日)
15. ウェストバージニア州 (1966年1月20日)
16. メイン州 (1966年1月24日)
17. ロードアイランド州 (1966年1月28日)
18. コロラド州 (1966年2月3日)
19. ニューメキシコ州 (1966年2月3日)
20. カンザス州 (1966年2月8日)
21. バーモント州 (1966年2月10日)
22. アラスカ州 (1966年2月18日)
23. アイダホ州 (1966年3月2日)
24. ハワイ州 (1966年3月3日)
25. バージニア州 (1966年3月8日)
26. ミシシッピ州 (1966年3月10日)
27. ニューヨーク州 (1966年3月14日)
28. メリーランド州 (1966年3月23日)
29. ミズーリ州 (1966年3月30日)
30. ニューハンプシャー州 (1966年6月13日)
31. ルイジアナ州 (1966年7月5日)
32. テネシー州 (1967年1月12日)
33. ワイオミング州 (1967年1月25日)
34. ワシントン州 (1967年1月26日)
35. アイオワ州 (1967年1月26日)
36. オレゴン州 (1967年2月2日)
37. ミネソタ州 (1967年2月10日)
38. ネバダ州 (1967年2月10日)

批准は4分の3の州の批准により1967年2月10日に完了し、修正第25条として発効した。この修正条項は後に次の州によっても批准された。
1. コネチカット州 (1967年2月14日)
2. モンタナ州 (1967年2月15日)
3. サウスダコタ州 (1967年3月6日)
4. オハイオ州 (1967年3月7日)
5. アラバマ州 (1967年3月14日)
6. ノースカロライナ州 (1967年3月22日)
7. イリノイ州 (1967年3月22日)
8. テキサス州 (1967年4月25日)
9. フロリダ州 (1967年5月25日)

## 大衆文化の中で
- 修正第25条はテレビドラマ『24 -TWENTY FOUR-』の中でSeason2、Season4およびSeason6の3回発動された。
- 2000年の映画『The Contender』では、大統領が副大統領の死に際して、その代役の確認を求めている。
- 修正第25条は、テレビドラマ『ザ・ホワイトハウス』の中で第4話の終わりから第5話の初めまでに発動される。この時は、発動の時点で副大統領が空席だったため、下院議長が大統領代行となる（アメリカ合衆国大統領の継承順位参照）。実際には、修正第25条によって大統領代行となることができるのは副大統領だけである。辞任や身体的不能で生じた修正条項の実際の適用とは異なり、バートレット大統領は、職務の責任と誘拐された娘の安全に対する怖れとの間の倫理的葛藤を妨げるために修正条項を発動する。
- テレビドラマ『Commander in Chief』でも類似したシナリオが現れる。第16話で大統領はその副大統領の辞任を認めた後で短期間病気になる。下院議長が上院臨時議長の意見に従うものと思われるが、議論の末に1日だけ大統領代行となることに決める。
- 映画『エアフォース・ワン』では、大統領とその家族がエアフォースワン機上で人質に取られている間に、閣僚達が修正第25条の発動を議論する。その根拠は、大統領がその家族に当てられている脅威のために、大統領としてその義務を実質的に遂行できないということである。
- 映画『ホワイトハウス・ダウン』ホワイトハウスを襲撃したテロリストによりソイヤー大統領が生死不明となり、エアフォースワン機内にいるハモンド副大統領が度々修正第25条の発動を国防総省にいるメンバーに唱えている。
- ゲーム『Hitman: Blood Money』のミッションの一つが「修正第25条 (Amendment XXV)」である。このミッションには大統領暗殺を狙う暗殺者と、それによって実権を得ようとする副大統領が登場する。